# Antef II
Antef II ( Hor Wah-ankh; ... – 2072 a.C.) è stato un faraone egizio della XI dinastia.

## Biografia
Fratello minore di Antef I e figlio di Mentuhotep I, una volta asceso al trono continuò la lotta con il regno eracleopolita, guidato da Uakhara Kheti, per il controllo del Medio Egitto. Durante il suo regno lo scontro con Herakleopolis fu comunque soprattutto una guerra di confine intervallata da periodi di coesistenza pacifica, durante i quali Antef II fu un attivo costruttore e restauratore di templi.
Il suo nome ci è tramandato da varie fonti tra cui il Papiro Abbott e la sala degli antenati di Karnak dove il nome compare più volte, rendendo difficoltosa l'esatta collocazione.

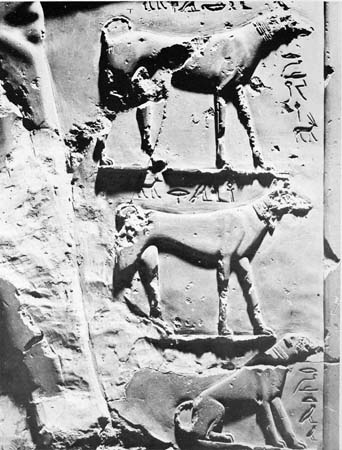
Particolare della stele dei cani. Cairo, Museo Egizio.

La durata del regno di Antef II ci è giunta dalla sua stele funeraria, eretta in commemorazione del suo 50º anno di regno, mentre un'altra stele, detta Stele dei cani, informa sui suoi progressi nella conquista dell'Alto e Medio Egitto. Verso nord infatti conquistò Abido e Thinis e al termine del suo regno la sua autorità era riconosciuta fino al X nomo dell'Alto Egitto.
Per quanto riguarda il confine meridionale, alcuni reperti a suo nome rinvenuti nel santuario del nomarca Hekaib ad Elefantina (tra i quali una statua che lo raffigura mentre indossa il mantello della festa sed) dimostrano che l'influenza tebana doveva estendersi almeno fin laggiù, anche se ci sono notizie di una spedizione armata da lui inviata nella Bassa Nubia.
Questo sovrano venne certamente sepolto in una tomba a saff del cosiddetto cimitero degli Antef ad el-Tarif, presso Tebe; da qui provengono infatti le due stele sopra citate. Sappiamo inoltre dal Papiro Abbott che un'ispezione delle tombe reali compiuta sotto il regno di Ramesse IX, quasi un millennio dopo, trovò il sepolcro ancora inviolato.

## Liste reali
| W25 | N35 | HASH |

| W25 | N35 | HASH |

| W25 | N35 | HASH |

| W25 | N35 | HASH |

| W25 | N35 | HASH |

| W25 | N35 | HASH |

| W25 | N35 | HASH |

| W25 | N35 | HASH |

| HASH |

| HASH |

| HASH |

| HASH |

| HASH |

| HASH |

| HASH |

| HASH |

## Titolatura
| G5 |

| G5 |

| V29 | S34 |

| V29 | S34 |

| V29 | S34 |

| V29 | S34 |

| V29 | S34 |

| V29 | S34 |

| V29 | S34 |

| V29 | S34 |

| G16 |

| G16 |

|  |

| G8 |

| G8 |

|  |

| M23 · X1 | L2 · X1 |

| M23 · X1 | L2 · X1 |

|       |
| \| \| |
|       |
|       |

|  |

|       |
| \| \| |
|       |
|       |

|  |

| G39 | N5 |

| G39 | N5 |

| W25 | aA | N35 · X1 | I9 |

| W25 | aA | N35 · X1 | I9 |

| W25 | aA | N35 · X1 | I9 |

| W25 | aA | N35 · X1 | I9 |

| W25 | aA | N35 · X1 | I9 |

| W25 | aA | N35 · X1 | I9 |

| W25 | aA | N35 · X1 | I9 |

| W25 | aA | N35 · X1 | I9 |

In alcuni testi (papiro Abbott) il nome compare nella seguente forma:
|                   |    |     |       |    |
| \| \| \| \| \| \| |    |     |       |    |
|                   |    |     |       |    |
| G39               | N5 | W25 | n&t&f | aA |

| G39 | N5 | W25 | n&t&f | aA |

|                   |    |     |       |    |
| \| \| \| \| \| \| |    |     |       |    |
|                   |    |     |       |    |
| G39               | N5 | W25 | n&t&f | aA |

| G39 | N5 | W25 | n&t&f | aA |

s3 rˁ in(i) t.f ˁ3 - Sa Ra Intef aha (Figlio di Ra, Intef, grande come suo padre - oppure - Figlio di Ra, grande nell'azione come suo padre).

## Altre datazioni
| Autore        | Anni di regno         |
| ------------- | --------------------- |
| Grimal        | 2118 a.C. -2069 a.C.  |
| Malek         | 2107 a.C. -2058 a.C.  |
| von Beckerath | 2103 a.C. - 2054 a.C. |